# Saint-Christophe-du-Jambet
Saint-Christophe-du-Jambet är en kommun i departementet Sarthe i regionen Pays de la Loire i nordvästra Frankrike. Kommunen ligger i kantonen Beaumont-sur-Sarthe som tillhör arrondissementet Mamers. År 2022 hade Saint-Christophe-du-Jambet 231 invånare.

## Befolkningsutveckling
Antalet invånare i kommunen Saint-Christophe-du-Jambet
| Referens: INSEE |